# Parque nacional de Sperrgebiet
El Parque nacional de Sperrgebiet es un espacio protegido con el estatus de parque nacional en el país africano de Namibia. El nombre de Sperrgebiet viene del alemán, y significa "zona prohibida" en el pasado el área también conocida como zona de los diamantes 1. Se trata de una antigua región de explotación de diamantes en el suroeste de Namibia, en pleno desierto de Namib. Se extiende por todo el océano Atlántico frente a la costa de Oranjemund en la frontera con Sudáfrica, a unas 45 millas (72 km) al norte de Lüderitz, a una distancia de 320 kilómetros (200 millas) al norte. El Sperrgebiet se extiende además por unos 100 kilómetros (62 millas) tierra adentro, y tiene una superficie total de 26 000 km², lo que  representa el tres por ciento de la masa terrestre de Namibia. Sin embargo, la minería sólo tiene lugar en un cinco por ciento de Sperrgebiet, con la mayor parte del área funcionando como zona de amortiguamiento. El público tiene prohibida la entrada a la mayor parte de la zona, a pesar de la creación de un parque nacional en 2004.